# Cantons d'Yvelines
Els Cantons d'Yvelines (Illa de França) són 21 i s'agrupen en quatre districtes. Fins al 2015 n'hi havia 39.

## 1985 - 2015

Mapa dels cantons fins al 2015

Districte de Mantes-la-Jolie (8 cantons - sotsprefectura Mantes-la-Jolie)Aubergenville, Bonnières-sur-Seine, Guerville, Houdan, Limay, Mantes-la-Jolie, Mantes-la-Ville, Meulan
Districte de Rambouillet (5 cantons - sotsprefectura Rambouillet)Chevreuse, Maurepas, Montfort-l'Amaury, Rambouillet, Saint-Arnoult-en-Yvelines
Districte de Saint-Germain-en-Laye (16 cantons - sotsprefectura Saint-Germain-en-Laye)Andrésy, La Celle-Saint-Cloud, Chatou, Conflans-Sainte-Honorine, Houilles, Maisons-Laffitte, Marly-le-Roi, Le Pecq, Poissy-Nord, Poissy-Sud, Saint-Germain-en-Laye-Nord, Saint-Germain-en-Laye-Sud, Saint-Nom-la-Bretèche, Sartrouville, Triel-sur-Seine, Le Vésinet
Districte de Versalles (10 cantons - sotsprefectura Versalles)Le Chesnay, Montigny-le-Bretonneux, Plaisir, Saint-Cyr-l'École, Trappes, Vélizy-Villacoublay, Versalles-Nord, Versalles-Nord-Oest, Versalles-Sud, Viroflay

## 2015

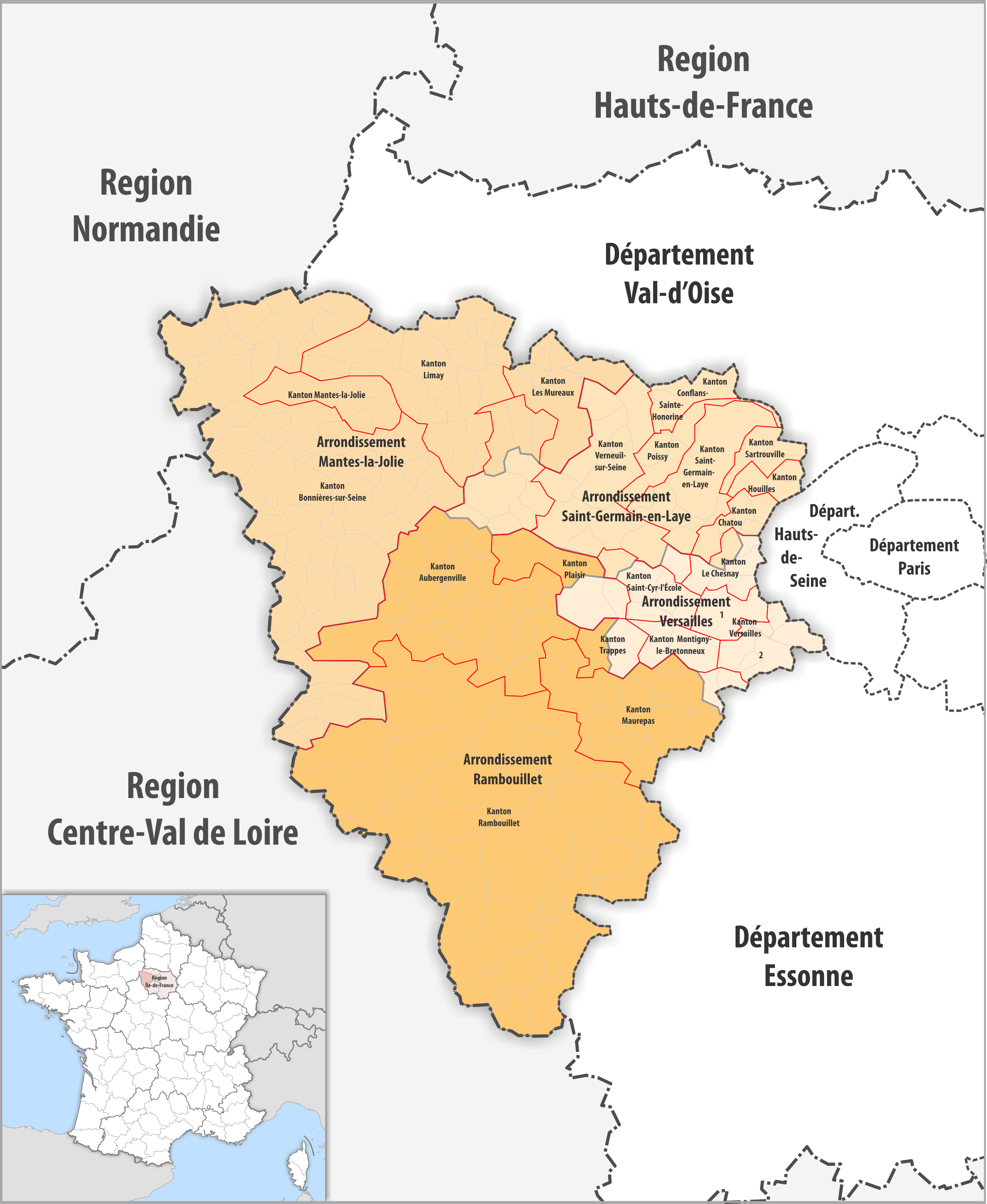
Divisió cantonal d'Yvelines a partir del 2015

Una nova redistribució territorial va ser definida per decret del 21 de febrer de 2014, per al departament de Sena Saint-Denis, que va entrar en vigor en el moment de la primera renovació general d'assemblearis departamentals després d'aquest decret, qüestió que va passar al març de 2015.
Es va reduir de 39 a 21 cantons.
- Aubergenville
- Bonnières-sur-Seine
- Chatou
- Le Chesnay
- Conflans-Sainte-Honorine
- Houilles
- Limay
- Mantes-la-Jolie
- Maurepas
- Montigny-le-Bretonneux
- Les Mureaux
- Plaisir
- Poissy
- Rambouillet
- Saint-Cyr-l'École
- Saint-Germain-en-Laye
- Sartrouville
- Trappes
- Verneuil-sur-Seine
- Versalles-1
- Versalles-2